# Вараев, Адлан Абуевич
Адла́н Абу́евич Вара́ев (2 января 1962, Садовое, Чечено-Ингушская АССР — 4 мая 2016[…], Чечня) — чемпион СССР, Европы и мира по вольной борьбе, Заслуженный мастер спорта СССР, серебряный призёр Олимпийских игр 1988 года в Сеуле, Заслуженный тренер России. Член сборной команды страны в 1986—1992 годах. Завершил спортивную карьеру в 1992 году.

## Биография
Адлан Абуевич Вараев родился в селе Садовое Грозненского района Чечено-Ингушской АССР. Борьбой увлёкся под влиянием старшего брата Вахида. Его первым тренером стал основоположник вольной борьбы в Чечено-Ингушетии Дэги Имранович Багаев. В 1985 году завоевал бронзовую медаль на чемпионате СССР, в 1986 выиграл чемпионаты СССР и Европы и взял «серебро» на Играх доброй воли и чемпионате мира, после чего получил звание «Заслуженный мастер спорта СССР». В 1987 году Адлан Вараев выиграл чемпионаты мира, Европы и СССР, а в 1988 году вновь стал чемпионом Европы и завоевал серебряную медаль Олимпийских игр, проиграв финальную схватку лишь из-за того, что судьи откровенно подсуживали его противнику. В 1990 году завоевал бронзовую медаль на Играх доброй воли, и серебряную — на чемпионате России, а в 1992 — бронзовую медаль чемпионата СНГ.
В 1996 году Адлану Вараеву было присвоено звание «Заслуженный тренер России». Имел два высших образования: в 1989 году окончил факультет физического воспитания Чечено-Ингушского государственного педагогического института, а в 1998 — Военный институт физической культуры. До 2016 года был старшим тренером сборной команды России по вольной борьбе и первым вице-президентом Федерации спортивной борьбы России (отвечал за вольную борьбу).
Погиб в ночь с 3 на 4 мая 2016 года: хотел сфотографироваться на фоне горной реки Аргун, оступился, упал в реку и утонул. Тело было найдено лишь 19 июня 2016 года в районе села Чишки.

## Семья
Сын Ахмед Вараев также занимается вольной борьбой. Выступает в категории до 74 кг.

## Память
В Грозном проводится мемориал Адлана Вараева.

## Спортивные результаты
- Чемпионат СССР по вольной борьбе 1985 года — ;
- Чемпионат СССР по вольной борьбе 1986 года — ;
- Чемпионат СССР по вольной борьбе 1987 года — ;
- Чемпионат СССР по вольной борьбе 1990 года — ;
- Чемпионат СНГ по вольной борьбе — .

## Государственные награды
- Медаль «За трудовую доблесть» (дважды)[10].
- Медаль ордена «За заслуги перед Отечеством» II степени[11].